# Radovljica
Radovljica je město a správní středisko stejnojmenné občiny ve Slovinsku v Hornokraňském regionu. Nachází se u břehu řeky Sávy, asi 42 km severozápadně od Lublaně. V roce 2019 zde trvale žilo 6 119 obyvatel.
Městem procházejí silnice 209, 452 a 638, blízko též prochází dálnice A2. Sousedními městy jsou Bled, Jesenice, Kranj, Tržič a Železniki.